# 帕拉佐洛韦尔切莱塞
帕拉佐洛韦尔切莱塞（義大利語：Palazzolo Vercellese），是意大利韦尔切利省的一个市镇。总面积13平方公里，人口1303人，人口密度100.2人/平方公里（2009年）。ISTAT代码为002090。